# Академия на Науките (хребет)
Академия на Науките (на таджикски: Qatorkuhi Akademiyai Fanho; на руски: Академии Наук хребет) е мощен планински хребет в Западен Памир, разположен на територията на Таджикистан (Горнобадахшанска автономна област). Простира се от север (сливането на реките Баландкиик и Сауксай, съставящи на река Муксу от басейна на Вахш) на юг връх Революция (6974 m) на протежение около 110 km. На запад от него се отделят хребетите: Петър Първи (от връх Исмаил Самани); Дарвазки (от връх Гармо) и Ванчски (от връх Революция), а на югозапад от същия връх Язгулемския. По цялото източно подножие на хребета от юг на север „тече“ големия ледник Федченко. Максимална височина връх Исмаил Самани (Комунизъм) 7495 m), (38°56′37″ с. ш. 72°00′57″ и. д. / 38.943611° с. ш. 72.015833° и. д.), най-високата точка на Памир. Други по-високи върхове са: връх Революция (6974 m), Ахмади Дониша (6645 m), Гармо (6602 m) и др., като общо 24 върха са с височина над 6000 m. Гребенът на хребета е с типичен алпийски релеф. Изграден е от палеозойски седиментни и метаморфни скали, отчасти гранити. Целогодишно е покрит с вечни снегове и ледници (Федченко. Гармо и др.), като общата площ на ледниците надхвърля 1500 km². От западните му склонове водят началото си реките Обихингоу и Ванч, десни притоци на Пяндж. Целият хребет е зает от високопланински глациално-нивални и субнивални ландшафти и безжизнени каменисти пространства. През 1881 – 1882 г. руският астроном и топограф Алберт Едуардович Регел извършва астрономически наблюдения и топографски заснемания в Памир и полага началото на откриването на хребета Академия на Науките, а през 1927 г. видния руски географ Николай Корженевски дооткрива хребета и го изследва детайлно и го наименува в чест на Академията на Науките на СССР.

## Топографска карта
- J-42-Б М 1:500000[2]
- J-43-А М 1:500000[3]